# På Vej til den syvende Himmel
På Vej til den syvende Himmel (originaltitel Safety Last!) er en amerikansk stumfilm fra 1923 af Fred C. Newmeyer og Sam Taylor.

## Medvirkende
- Harold Lloyd som Harold Lloyd
- Mildred Davis
- Bill Strother
- Noah Young
- Westcott Clarke som Mr. Stubbs